# Spoorwegmuseum Sint-Petersburg
Spoorwegmuseum Sint-Petersburg (Russisch: Музей Железнодорожной Техники, Moezej Zjeleznodorozjnoj Techniki) is een Museum voor de Spoorwegtechniek.
De aanzet tot het ontstaan van museum werd gezet in 1984 toen de Russische spoorwegen hun 150ste verjaardag vierden. Door het initiatief van het bestuur van de Oktoberspoorweg werd toen een aantal exemplaren oude spoorvoertuigen verzameld. 
Het museum werd geopend op 1 augustus 1991. Oorspronkelijk bevond het museum zich enkele kilometers buiten de stad Sint-Petersburg, niet ver van het dorp Sjoesjary (Шушары). Het museum was alleen per spoor bereikbaar. Het dichtstbijzijnde spoorwegstation kreeg de “sprekende” benaming Parovozyj Moezej (Паровозный музей – Stoomlocomotievenmuseum).
In 2001 verhuisde het museum naar het emplacement van het voormalige Warschauer station in de stad Sint-Petersburg, nabij het Baltische station.

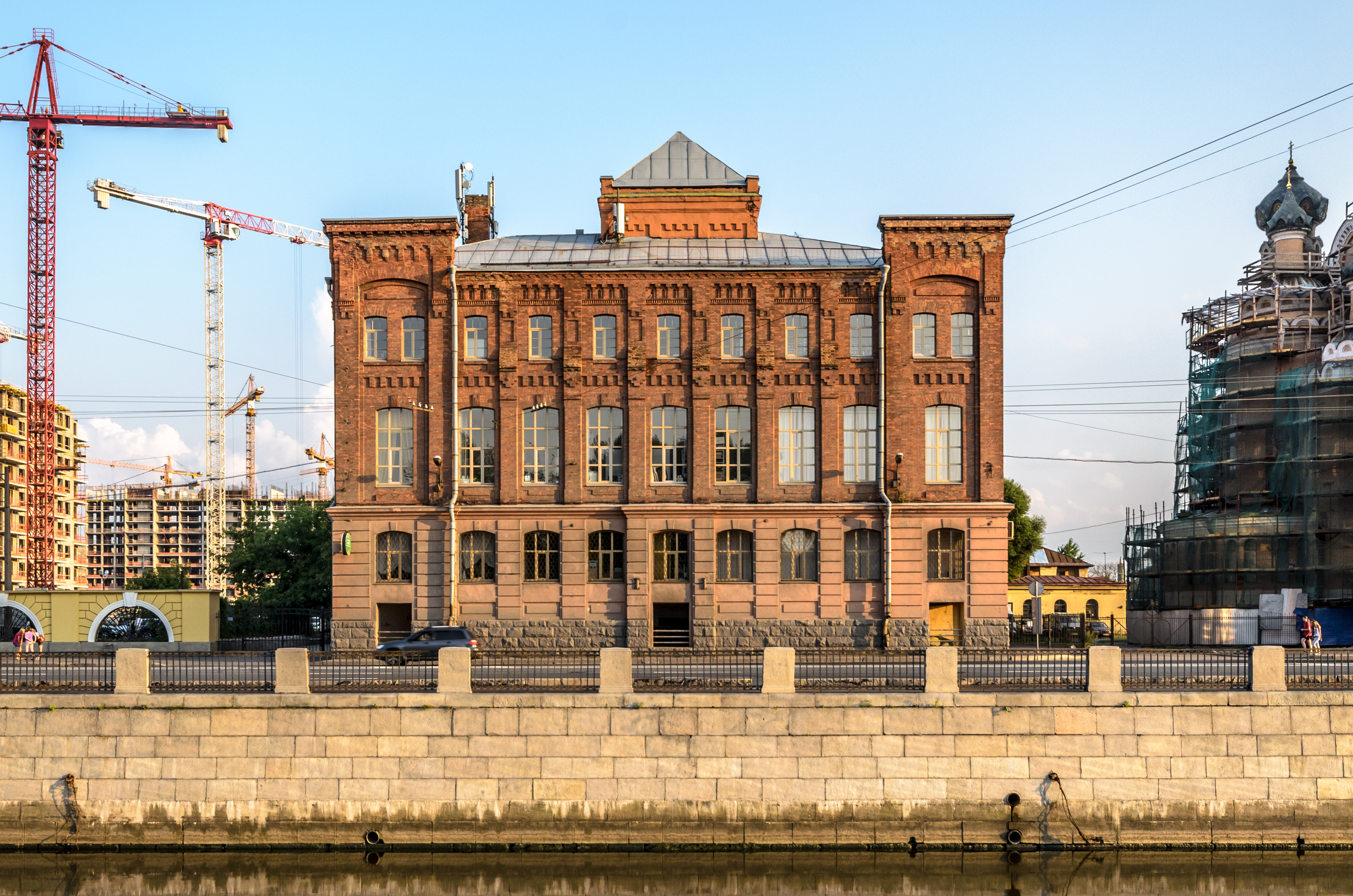
Het Museumgebouw
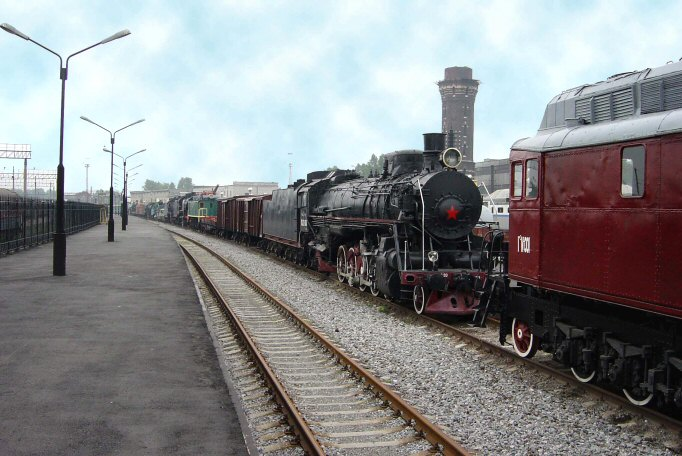
Stoomlocomotief
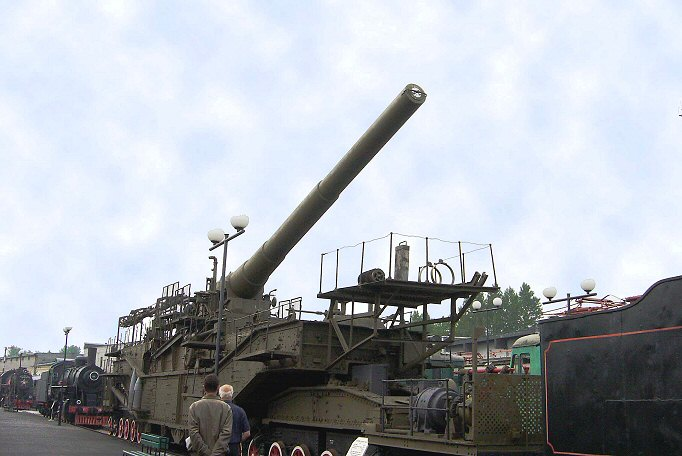
Zwaar geschut TM-2-12
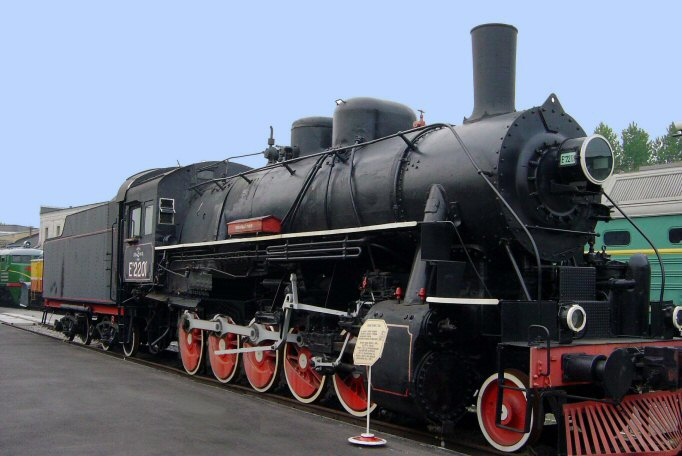
Stoomlocomotief E2201
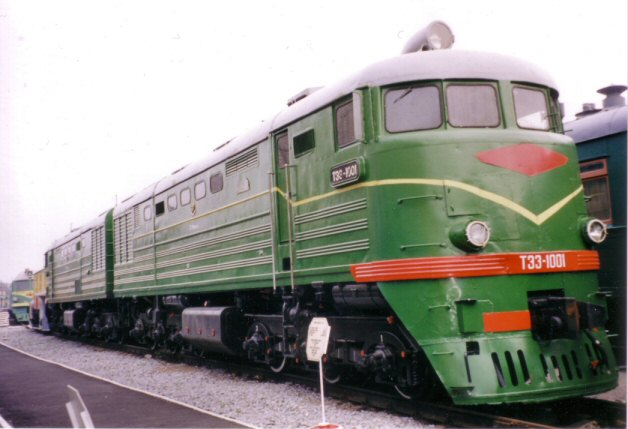
Diesellocomotief T33-1001
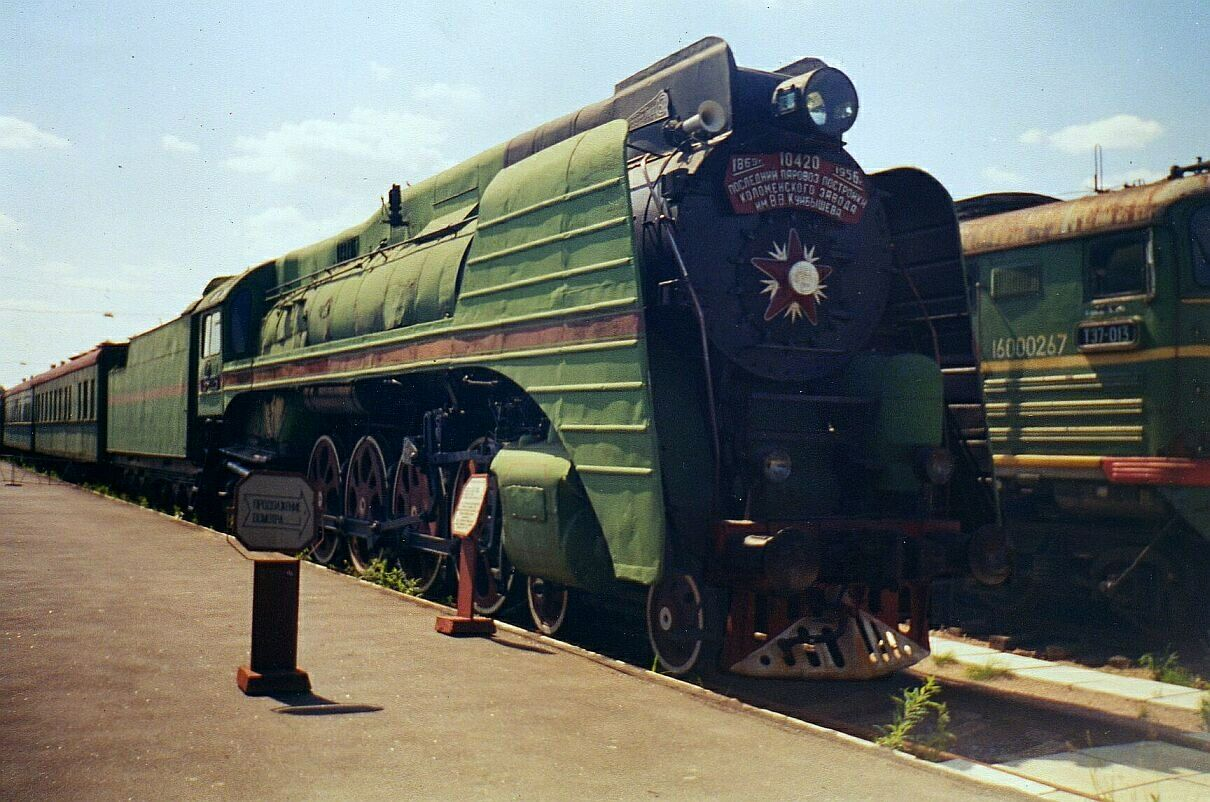
Stoomlocomotief P36-0251 uit 1956, de laatste in Rusland gebouwde stoomlocomotief. Foto genomen in Sjoesjary